# Phaius
Phaius (em português: Faio) é um dos géneros das maiores orquídeas oriundas de solos alagados e margens de pântanos nas áreas tropicais da Austrália, Nova Guiné, Indonésia, Malásia, Índia, Japão, China até Madagascar e África oriental. É essencialmente terrestre e compreende cerca de 20 espécies. Cada escapo floral pode apresentar de 5 a 10 flores odoríferas com um labelo em forma de trompeta. Cada pseudobulbo apresenta 3 a 4 folhas com cerca de 60 a 90 cm de comprimento, enquanto que os escapos florais podem atingir 1,20 m de altura. Devido às cores exibidas pelas suas flores foi alvo de uma enorme colecta por parte de coleccionadores e encontra-se neste momento em perigo de extinção.
Época de floração: Março ou Abril

## Etimologia
O nome deste gênero procede da latinização da palavra grega: φαιός (phaiós) que significa "sombrio", "pardo", "trigueiro"; em referência à cor das suas flores.

## Sinónimos
- Cyanorchis Thouars
- Hecabe Raf.
- Pachyne Salisb.
- Pesomeria Lindl.
- Tankervillia Link

## Lista de espécies
- Phaius australis F.Muell., (1858).
- Phaius baconii J.J.Wood & Shim in C.L.Chan. & al., (1994).
- Phaius bernaysii F.Muell. ex Rchb.f., (1873).
- Phaius borneensis J.J.Sm., (1903).
- Phaius callosus (Blume) Lindl., 8 (1831).
- Phaius columnaris C.Z.Tang & S.J.Cheng, (1985).
- Phaius corymbioides Schltr., (1911).
- Phaius daenikeri Kraenzl., (1929).
- Phaius delavayi (Finet) P.J.Cribb & Perner, (2002).
- Phaius ecalcaratus J.J.Sm., (1911).
- Phaius epiphyticus Seidenf., (1985).
- Phaius flavus (Blume) Lindl., (1831).
- Phaius fragilis L.O.Williams, (1938).
- Phaius gratus Blume, (1856).
- Phaius guizhouensis G.Z.Li, (1990).
- Phaius hainanensis C.Z.Tang & S.J.Cheng, (1982).
- Phaius indigoferus Hassk., (1842).
- Phaius indochinensis Seidenf. & Ormerod, (1995).
- Phaius klabatensis J.J.Sm., (1926).
- Phaius labiatus J.J.Sm., (1920).
- Phaius longibracteatus (S.Moore) Frapp. ex Cordem., (1895).
- Phaius luridus Thwaites, (1861).
- Phaius lyonii Ames, (1915).
- Phaius mannii Rchb.f., (1881).
- Phaius mindorensis  Ames, Philipp. J. Sci., (1907).
- Phaius mishmensis (Lindl. & Paxton) Rchb.f., (1857).
- Phaius montanus Schltr., (1912).
- Phaius nanus Hook.f., (1890).
- Phaius occidentalis Schltr. in O.Warburg (ed.), (1903).
- Phaius pauciflorus (Blume) Blume, (1856).
  - Phaius pauciflorus var. pallidus (Ridl.) Holttum, (1947).
  - Phaius pauciflorus subsp. pauciflorus .
  - Phaius pauciflorus var. punctatus (Lindl.) J.J.Sm., (1920).
  - Phaius pauciflorus subsp. sabahensis J.J.Wood & A.L.Lamb in J.J.Wood & al., (1993).
  - Phaius pauciflorus var. sumatranus J.J.Sm., Bull. Jard. (1920).
- Phaius philippinensis N.E.Br., (1889).
- Phaius pictus T.E.Hunt, (1952).
- Phaius pulchellus Kraenzl., (1882).
  - Phaius pulchellus var. ambrensis Bosser, (1971).
  - Phaius pulchellus var. andrambovatensis Bosser, (1971).
  - Phaius pulchellus var. pulchellus .
  - Phaius pulchellus var. sandrangatensis Bosser, (1971).
- Phaius reflexipetalus J.J.Wood & Shim in C.L.Chan. & al., 1 (1994).
- Phaius robertsii F.Muell., (1883).
- Phaius sinensis Rolfe, (1913).
- Phaius stenocentron Schltr., (1911).
- Phaius subtrilobus Ames & C.Schweinf. in O.Ames, (1920).
- Phaius tahitensis Schltr., 1 (1926).
- Phaius takeoi (Hayata) H.J.Su, (1989).
- Phaius tankervilleae  (Banks ex L'Hér.) Blume, (1856).
- Phaius tenuis Rchb.f., (1857).
- Phaius terrestris (L.) Ormerod, 4 (1994).
- Phaius tetragonus (Thouars) Rchb.f., (1855).
- Phaius trichoneurus Schltr., (1925).
- Phaius villosus (Thouars) Blume, (1856).
- Phaius wallichii Lindl. in N.Wallich, (1831).
- Phaius wenshanensis F.Y.Liu, (1991).